# Aéroport international de Banjul
L’aéroport international de Banjul (aussi appelé aéroport international Yundum) dessert Banjul, la capitale de la Gambie. Les principales destinations au départ de cet aéroport sont Londres, Conakry, Dakar et Lagos.
Cet aéroport, construit par l'architecte sénégalais Pierre Goudiaby Atepa, a été classé parmi les 10 plus beaux aéroports au monde par le journaliste britannique du journal The Observer, Rowen Moore.
Les compagnies Gambia Bird et Mahfooz Aviation y sont basées.

## Situation
| \| 50 km1:4 908 000 \| Banjul |
| 50 km1:4 908 000              |

## Compagnies et destinations
| Compagnies              | Destinations                                                                                |
| ----------------------- | ------------------------------------------------------------------------------------------- |
| Air Senegal             | Bissau-O. Vieira, Dakar-B. Diagne                                                           |
| ASKY Airlines           | Accra-Kotoka, Freetown-Lungi, Lomé-G. Eyadéma, Monrovia-Roberts                             |
| Binter Canarias         | Las Palmas/Gran Canaria                                                                     |
| Brussels Airlines       | Bruxelles-National, Dakar-B. Diagne                                                         |
| Corendon Dutch Airlines | En saison : Amsterdam                                                                       |
| Royal Air Maroc         | Casablanca-Mohammed-V                                                                       |
| Smartwings Slovakia     | En saison charter : Bratislava-M. R. Štefánik                                               |
| Sunclass Airlines       | En saison Charter : Copenhague-Kastrup, Helsinki-Vantaa, Oslo-Gardermoen, Stockholm-Arlanda |
| TAP Air Portugal        | Lisbonne-H. Delgado                                                                         |
| Transair                | Dakar-B. Diagne, Freetown-Lungi                                                             |
| TUI Airways             | En saison : Londres-Gatwick , Manchester                                                    |
| TUI fly Belgium         | En saison : Bruxelles-National                                                              |
| TUI fly Netherlands     | Amsterdam                                                                                   |
| Turkish Airlines        | Istanbul, Nouakchott-Oumtounsy                                                              |
| Vueling                 | Barcelone-El Prat                                                                           |

Édité le 18/08/2021  Actualisé le 8/08/2023